# Isola Jonassen
L'isola di Jonassen è una delle numerose isole antartiche intorno alla penisola conosciuta come Terra di Graham, che è più vicina al Sud America rispetto a qualsiasi altra parte di quel continente.  È di origine vulcanica e fa parte del gruppo vulcanico dell'isola James Ross.
Si dice che sia un'isola particolarmente rocciosa, lunga 4,1 km. Si trova a nord dell'isola Andersson.
Fu chiamata per la prima volta Isola Irizar da Otto Nordenskiöld in onore del capitano argentino la cui nave Uruguay salvò la spedizione antartica svedese nel 1903 dopo che la loro nave antartica era stata schiacciata dal ghiaccio. Un anno dopo, un'altra isola altrove nell'Antartide si chiamava Irizar e, poiché era un'isola più grande e il nome era ampiamente utilizzato per la posizione, l'isola più piccola fu ribattezzata in onore di Ole Jonassen, che accompagnò Nordenskiöld nei suoi due principali viaggi in slitta nel 1902-3.
Le principali forme di vita sull'isola sono i pinguini papua e i zafferano meridionale. Entrambe le specie hanno stabilito colonie riproduttive sull'isola.